# Jerez flygplats
Jerez "La Parra" flygplats  (IATA: XRY, ICAO: LEJR) är en flygplats belägen 9 km nordost om den spanska staden Jerez de la Frontera, provinsen Cádiz, regionen Andalusien och ca 45 km från Cádiz.

## Översikt
Jerez flygplats är en modern flygplats med de huvudsakliga ankomst- och avgångshallarna på bottenvåningen. Ryanair introducerade reguljära flygningar mellan Jerez flygplats och London, vilket bidrog till att öka passagerarantalet på flygplatsen till 1,1 miljoner 2004. De flesta besökare på flygplatsen anländer från Tyskland (39 procent) och Storbritannien (7 procent), men cirka 48 procent av alla ankommande passagerare på Jerez flygplats kommer med inrikesflyg. En av de ledande flygskolorna ligger på flygplatsen, FTE Jerez, lokaliserad i flygplatsens gamla militärbaracker.

## Flygbolag och destinationer
Följande flygbolag erbjuder reguljära reguljär- och charterflyg på Jerez de la Frontera Airport 2023:
| Flygbolag           | Destinationer                                                                      |
| ------------------- | ---------------------------------------------------------------------------------- |
| Binter Canarias     | Tenerife–North Säsong: Gran Canaria                                                |
| Condor              | Säsong: Düsseldorf, Frankfurt, Hamburg, Leipzig/Halle (begins 17 May 2024), Munich |
| Discover Airlines   | Säsong: Frankfurt, Munich                                                          |
| Edelweiss Air       | Säsong: Zürich                                                                     |
| Eurowings           | Cologne/Bonn, Düsseldorf, Hamburg                                                  |
| Helvetic Airways    | Säsong: Bern                                                                       |
| Iberia              | Madrid Säsong: Santander                                                           |
| Luxair              | Säsong: Luxembourg                                                                 |
| Ryanair             | London–Stansted, Palma de Mallorca Säsong: Barcelona                               |
| TUI Airways         | Säsong: London–Gatwick                                                             |
| TUI fly Belgium     | Brussels                                                                           |
| TUI fly Deutschland | Säsong: Düsseldorf, Frankfurt, Hamburg, Hannover, Munich, Stuttgart                |
| Vueling             | Barcelona, Palma de Mallorca Säsong: Bilbao                                        |